# Relações entre Estados Unidos e Sudão
As relações entre Estados Unidos e Sudão referem-se às relações bilaterais entre o Sudão e os Estados Unidos. Os Estados Unidos é crítico da situação dos direitos humanos no Sudão e enviou uma força de manutenção da paz das Nações Unidas para Darfur.

## História

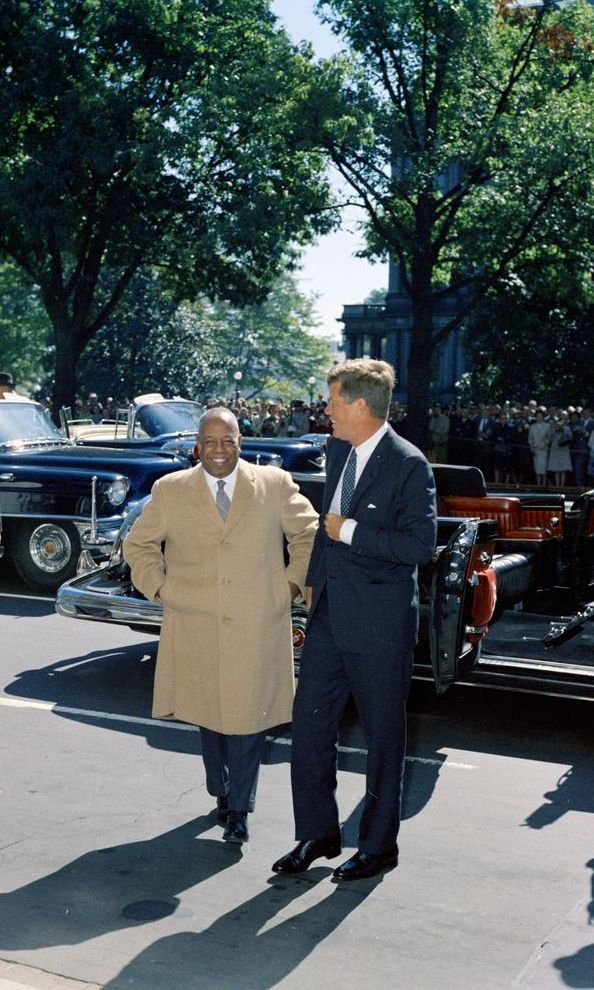
Ibrahim Abboud visitando a Casa Branca com o Presidente Kennedy em 1961.

O Sudão rompeu relações diplomáticas com os Estados Unidos em junho de 1967 após a eclosão da guerra árabe-israelense. As relações melhorariam após julho de 1971, quando o Partido Comunista Sudanês tentou derrubar o presidente Gaafar Nimeiry e Nimeiry suspeitou do envolvimento soviético. A assistência dos Estados Unidos ao reassentamento de refugiados após o acordo de paz de 1972 com o sul melhorou ainda mais as relações.
Em 1 de março de 1973, terroristas palestinos da Organização Setembro Negro assassinaram o embaixador estadunidense Cleo A. Noel e o vice-chefe da missão, Curtis G. Moore, em Cartum. As autoridades sudanesas prenderam os terroristas e os julgaram sob acusações de homicídio. Em junho de 1974, entretanto, foram liberados à custódia do governo egípcio. O embaixador estadunidense no Sudão foi retirado em protesto. Embora o embaixador dos Estados Unidos retornasse a Cartum em novembro, as relações com o Sudão permaneceram estáticas até o início de 1976, quando o presidente Nimeiry mediou a libertação de dez reféns estadunidenses mantidos por insurgentes eritreus em fortalezas rebeldes no norte da Etiópia. Em 1976, os Estados Unidos decidiram retomar a assistência econômica ao Sudão.
No final de 1985, houve uma redução do pessoal na Embaixada dos Estados Unidos em Cartum devido à presença de um grande contingente de terroristas líbios. Em abril de 1986, as relações com o Sudão deterioraram-se quando os Estados Unidos bombardearam a Líbia. Um funcionário da embaixada estadunidense foi baleado em 16 de abril de 1986. Imediatamente após esse incidente, todo o pessoal não-essencial e todos os dependentes partiram por seis meses. Nessa época, o Sudão era o maior destinatário do auxilio ao desenvolvimento e da assistência militar dos Estados Unidos na África Subsaariana. No entanto, a ajuda oficial estadunidense ao desenvolvimento foi suspensa em 1989, na sequência do golpe militar contra o governo eleito, que levou ao poder a Frente Islâmica Nacional liderada pelo General Omar al-Bashir.
As relações dos Estados Unidos com o Sudão ficariam mais tensas na década de 1990. O Sudão apoiou o Iraque na sua invasão do Kuwait e forneceu refúgio e assistência a grupos terroristas islâmicos. No início e meados da década de 1990, Carlos o Chacal, Osama bin Laden, Abu Nidal e outros líderes terroristas residiam em Cartum. O papel radical do Sudão na Conferência Islâmica Pan-Árabe representou uma questão de grande preocupação para a segurança dos funcionários e dependentes estadunidenses em Cartum, resultando em várias retiradas e/ou evacuações do pessoal norte-americano de Cartum, no início dos anos 1990. As ligações do Sudão islamita com organizações terroristas internacionais representaram um assunto especial de preocupação para o governo dos Estados Unidos, levando à designação do Sudão como um "Estado patrocinador do terrorismo" em 1993 e uma suspensão das operações da Embaixada dos Estados Unidos em Cartum, em 1996. Em outubro de 1997, os Estados Unidos impuseram sanções econômicas, comerciais e financeiras abrangentes contra o Sudão. Em agosto de 1998, na sequência dos atentados às embaixadas da África Oriental, os Estados Unidos lançaram ataques com mísseis contra a fábrica farmacêutica Al-Shifa, no Sudão. O último embaixador estadunidense no Sudão, o embaixador Tim Carney, deixou o cargo antes deste evento e nenhum novo embaixador seria designado desde então. A Embaixada dos Estados Unidos é chefiada por um encarregado de negócios.
Os Estados Unidos e o Sudão entraram em um diálogo bilateral sobre o combate ao terrorismo em maio de 2000. O Sudão tem prestado cooperação concreta contra o terrorismo internacional desde os ataques de 11 de setembro de 2001 em Nova York e Washington. No entanto, apesar de o Sudão ter apoiado publicamente as ações da coalizão internacional contra a rede al-Qaeda e o Talibã no Afeganistão, o governo criticou as incursões estadunidenses nesse país e se opôs a um alargamento do esforço contra o terrorismo internacional a outros países. O Sudão permanece na lista dos Estados patrocinadores do terrorismo.  Em resposta à contínua cumplicidade do governo do Sudão com a violência incessante no Darfur, o presidente George W. Bush impôs novas sanções econômicas ao Sudão em maio de 2007. As sanções bloquearam ativos de cidadãos sudaneses envolvidos no genocídio em Darfur e sancionaram outras empresas mantidas ou controladas pelo Governo do Sudão. O Sudão frequentemente acusou os Estados Unidos de ameaçar sua integridade territorial, apoiando referendos no Sul e em Darfur.
Apesar das diferenças políticas, os Estados Unidos têm sido um grande doador de ajuda humanitária ao Sudão ao longo do último quarto de século. Os Estados Unidos foram um grande doador na "Operação Lifeline Sudan" de março de 1989, que entregou 100 mil toneladas métricas de alimentos para o governo e áreas do Sudão mantidas pelo Exército Popular de Libertação do Sudão, evitando assim a fome generalizada. Em 1991, os Estados Unidos fizeram grandes doações para aliviar a escassez de alimentos causada por uma seca de dois anos. Numa seca similar em 2000-2001, os Estados Unidos e a comunidade internacional reagiram para evitar a fome em massa no Sudão. Em 2001, o governo Bush nomeou um enviado presidencial para a paz no Sudão para explorar o papel que os Estados Unidos poderiam desempenhar para acabar com a guerra civil sudanesa e melhorar a entrega da ajuda humanitária. Durante os anos fiscais de 2005-2006, o governo estadunidense comprometeu quase $2.6 bilhões para o Sudão para assistência humanitária e manutenção da paz em Darfur, bem como apoio para a implementação do acordo de paz e reconstrução e desenvolvimento no sul do Sudão.
No entanto, as relações entre os dois países têm, pelo menos, uma esperança de progresso devido ao envio do enviado especial do presidente Barack Obama, Scott Gration, ao Sudão para melhorar as condições diplomáticas e discutir formas de encerrar o atual conflito em Darfur. Em 9 de setembro de 2009, os Estados Unidos publicaram uma nova lei para aliviar as sanções em partes do Sudão. Obama nomeou Donald E. Booth como seu enviado especial para Sudão e Sudão do Sul em 28 de agosto de 2013.  Em 13 de janeiro de 2017, os Estados Unidos retiraram sanções econômicas e comerciais contra o Sudão, devido à cooperação com o governo sudanês na luta contra o terrorismo, na redução do conflito e na negação de refúgio seguro aos rebeldes sul-sudaneses e na melhoria do acesso humanitário às pessoas necessitadas. A Casa Branca anunciou a flexibilização das sanções como parte de um processo de compromisso de cinco faixas.  Em 16 de março de 2017, os Estados Unidos e o Sudão anunciaram a retomada das relações militares depois de trocarem adidos militares.  Em abril de 2017, foi anunciado que a Agência Central de Inteligência (CIA) decidiu abrir um escritório em Cartum.